# Weissella ceti
Weissella ceti (abreujat W. ceti) és un bacteri grampositiu, no formador d'espores que pot presentar morfologia tant de bacil com de coc. Pel que fa a la temperatura, pot créixer a 37 °C, però no a 45 °C, essent doncs mesòfil. Metabolitza glucosa, però a diferència de molts altres heterofermentadors obligats, no produeix gas. El contingut en G+C és del 39%.
En el seu genoma s'han detectat diversos gens que codifiquen factors de virulència i resistència a antibiòtics.
Va ser aïllat per primer cop en zífids. No s'ha identificat en aliments fermentats ni té relació directa amb l'ésser humà. El seu principal interès rau en la infecció que causa en truites irisades (Oncorhynchus mykiss), en les quals causa greus hemorràgies i septicèmia, amb una alta taxa de mortalitat.